# Phaonia nigricans
Phaonia nigricans är en tvåvingeart som beskrevs av Oskar Augustus Johannsen 1916. Phaonia nigricans ingår i släktet Phaonia och familjen husflugor. Inga underarter finns listade i Catalogue of Life.